# Publio Cornelio Escipión (tribuno consular 395 a. C.)
Publio Cornelio Escipión  fue un político romano del siglo IV a. C. perteneciente a la gens Cornelia.

## Familia
Escipión fue miembro de los Cornelios Escipiones, una rama patricia de la gens Cornelia y el primero en adoptar el cognomen Escipión. Fue padre de Publio Cornelio Escipión y Lucio Cornelio Escipión.

## Carrera pública
Fue elegido para ocupar el tribunado consular en el año 395 a. C. y se le asignó la guerra contra los faliscos junto con su colega Publio Cornelio Coso. Sin embargo, se dedicaron a saquear las tierras sin asaltar ciudades. Al año siguiente, Tito Livio escribe que fue elegido tribuno consular un Publio Cornelio por segunda vez que podría ser él mismo. Fue interrex en los años 391 y 389 a. C.
Aunque Tito Livio dice que en el año 396 a. C. fue magister equitum de Marco Furio Camilo, los Fasti Capitolini indican que fue Publio Cornelio Maluginense.